# Aeródromo de Volokovaya
El Aeródromo de Volokovaya (ruso: Аэродром Волоковая; ICAO: ; IATA: ) es una pequeña pista situada 1 km al este de Volokovaya, en Nenetsia, un distrito autónomo del óblast de Arjánguelsk, Rusia.
Las instalaciones son gestionadas por la compañía por acciones "Destacamento Aéreo de Narian-Mar" (ruso: ОАО "Нарьян-Марский объединенный авиаотряд"), anteriormente conocida como "Narian-Mar Airlines".
El espacio aéreo está controlado desde el FIR de Narian-Mar (ICAO: ULAM)

## Pista
El aeródromo de Volokovaya consiste en una pequeña pista de tierra en dirección 16/34 de 500x30 m. (1.640x98 pies).

## Aerolíneas y destinos
El Destacamento Aéreo de Narian Mar vuela regularmente a este aeródromo regional.